# Больтієре
Больтієре, Больт'єре (італ. Boltiere) — муніципалітет в Італії, у регіоні Ломбардія, провінція Бергамо.
Больтієре розташоване на відстані близько 480 км на північний захід від Рима, 34 км на північний схід від Мілана, 13 км на південний захід від Бергамо.
Населення — 6018 осіб (2014).
Щорічний фестиваль відбувається 23 квітня. Покровитель — святий Юрій.

## Демографія
Населення за роками:

Станом на 1 січня 2023 року в муніципалітеті офіційно проживало 755 іноземців з 46 країн, серед них 165 громадян країн Євросоюзу та 22 громадяни України.

## Сусідні муніципалітети
- Брембате
- Чизерано
- Озіо-Сотто
- Понтіроло-Нуово
- Верделліно